# Lucien Lesna
Lucien Lesna fue un ciclista francés, nacido el 11 de octubre de 1863 en Locle en el cantón de Neuchâtel en Suiza y fallecido el 11 de julio de 1932 en Évreux.

## Palmarés
1894
- Burdeos-París

1895
- Campeón de Francia de medio-fondo

1896
- Campeón de Europa de medio fondo

1898
- Campeón de Europa de medio fondo

1901
- París-Roubaix
- Burdeos-París

1902
- París-Roubaix

## Reconocimientos
- En 2002 pasó a formar parte de la Sesión Inaugural del Salón de la Fama de la UCI.[1]